# Seonbi
 Seonbi est un opéra coréen dont le sous titre anglais est The Noble and Wise Man- créé en 2016 au Carnegie Hall à New York par la Chosun Opera Company, dirigé par Kim Hak-nam. C'est le premier opéra coréen donné aux États-Unis. Il avait été créé en 2015 lors du Korea Opera Festival. Il porte le nom de seonbi, des érudits coréens de la période Joseon.